# تلمبه نعمت‌الله دبیری
تلمبه نعمت‌الله دبیری یک منطقهٔ مسکونی در ایران است که در بخش مرکزی شهرستان عنبرآباد واقع شده‌است.